# Ralf Seppelt

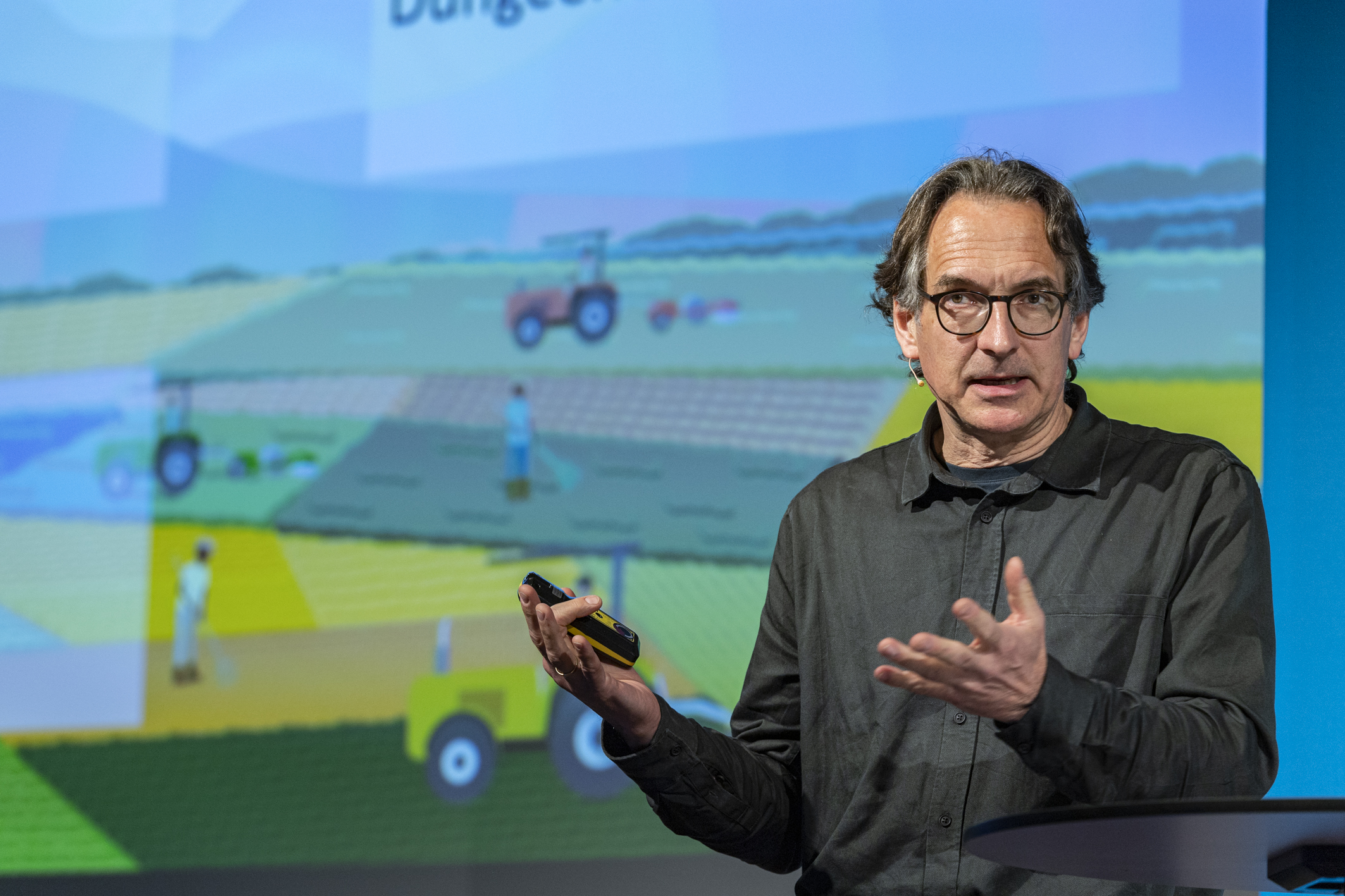
Ralf Seppelt

Ralf Seppelt (* 1969 in Braunschweig) ist ein deutscher Mathematiker und Professor für Landschaftsökologie und Ressourcenökonomik an der Martin-Luther-Universität Halle-Wittenberg sowie Leiter des Themenbereichs Ökosysteme der Zukunft und des Departments Computational Landscape Ecology am Helmholtz-Zentrum für Umweltforschung – UFZ in Leipzig.

## Wissenschaftliche Laufbahn
Ralf Seppelt studierte angewandte Mathematik an der Technischen Universität Clausthal und promovierte 1997 in den Fächern Agrarökologie und Systemanalyse an der Technischen Universität Braunschweig. Dort arbeitete er von 1997 bis 2004 als wissenschaftlicher Mitarbeiter und Dozent am Institut für Geoökologie. Nach mehreren Forschungsaufenthalten am Gund Institute for Ecological Economics, Burlington und Maryland, USA, sowie am CSIRO in Canberra, Australien, erhielt er 2004 den Ruf auf die Professur für Angewandte Landschaftsökologie an der Martin-Luther-Universität Halle-Wittenberg als gemeinsame Berufung mit dem Helmholtz-Zentrum für Umweltforschung – UFZ.

## Forschungstätigkeit
Als Professor lehrt er in Halle Environmental Modelling. Er ist Leiter des Departments Landschaftsökologie am UFZ sowie seit 2022 Leiter des Themenbereichs Ökosysteme der Zukunft. Im BMBF-Programm Nachhaltiges Landmanagement leitete er das wissenschaftliche Begleitvorhaben Global Assessment of Land Use Dynamics on Greenhouse Gas Emissions and Ecosystem Services (GLUES).
Seppelts Forschungsschwerpunkt liegt im Landressourcenmanagement, basierend auf integrierten Simulations- und Modellierungssystemen. Er forscht an den Wechselwirkungen von anthropogenen und biosphärischen Prozessen. Ziel seiner Arbeiten ist die Bestimmung von Nutzungsstrategien für nachwachsende Ressourcen bei gleichzeitigem Erhalt von Ökosystemfunktionen und Ökosystemdienstleistungen. Dazu sind methodische Entwicklungen in der Landschaftsökologie wie zum Beispiel Modell- und Datenintegration, und Analysen auf verschiedenen Raum- und Zeitskalen notwendig, die er als Mathematiker entwickelt, so dass z. B. mit Optimierungsverfahren geeignete, nachhaltige Landnutzung und -konfigurationen identifiziert werden können.
Neben vielen regionalen Studien zu den Wechselwirkungen von Ökosystemfunktionen und Biodiversität beschäftigt er sich auch mit globalen Abschätzungen zur Ressourcenverfügbarkeit und zur Diversität globaler Landnutzungssystemen. Schwerpunkt seiner Arbeiten ist der Erhalt der Biodiversität als Grundlage für funktionierende Ökosystemen vor allem in genutzten Landschaften.
Er war von 2008 bis 2014 Vizepräsident der International Society for Environmental Modelling and Software und bis 2017 Mitglied der Senatskommission Agrarökosystemforschung der Deutschen Forschungsgemeinschaft. Von 2012 bis 2020 war er Mitglied des Universitätsrates der Universität Hohenheim. Von 2013 bis 2021 war Seppelt Sprecher der Helmholtz Research School ESCALATE (Ecosystem Services Under Changing Land-Use and Climate), die mehrere Doktoranden verschiedener Fachrichtungen fördert, die zu den Themen Biodiversität und Ökosystemdienstleistungen forschen.
Er ist als Experte und Reviewer der Intergovernmental Platform on Biodiversity and Ecosystem Services (IPBES). aktiv, Mitautor des Globalen Assessments und koordinierender Leitautor des Nexus Assessments.

## Publikationen

### Publikationenlisten
- Scopus
- Publons
- Google Scholar Profile
- Literatur von und über Ralf Seppelt im Katalog der Deutschen Nationalbibliothek

### Buchpublikationen und -beiträge
- Strategien für eine nachhaltige Landwirtschaft: Anwendung der Kontrolltheorie auf langfristige bioökonomische Prozesse. Inst. für Geographie und Geoökologie, Braunschweig 1997.
- Computer based environmental management. Wiley-VCH, Weinheim/New York 2003.

### Online-Medien
- Online-Spiel „LandYOUs“[13] zu Nachhaltigen Landnutzung in Kooperation mit dem Klett MINT Schulbuchverlag
- Webtool zur Analyse von Produktions-Peaks und Stabilität Globaler Agrarproduktion.